# وی تی‌وی
وی تی‌وی (انگلیسی: We TV) شرکت رسانه‌ای آمریکایی است، که در سال ۱۹۹۷ تأسیس شد.